# Djuptjärnen (Järvsö socken, Hälsingland)
Djuptjärnen är en sjö i Ljusdals kommun i Hälsingland och ingår i Ljusnans huvudavrinningsområde.